# Il grande match (film 2006)
Il grande match (La gran final) è un film del 2006 diretto da Gerardo Olivares.

## Trama
Nel sud della Mongolia alcuni cacciatori nomadi, cercano di acciuffare una volpe con le loro aquile, che vengono liberate subito dopo aver avvistato la preda. Cacciano con i rapaci e vagano per le gelate e desolate terre dei loro paesi su dei cavalli, vestiti di pellicce ed incappucciati. Nello stesso istante, nel deserto Teneré in Nigeria, alcuni tuareg si accampano attorno ad un fuoco scherzando e bevendo, prima di passare la notte nelle loro tende. Così anche nella selva dell'Amazzonia in Brasile alcuni indigeni vanno in cerca di prede e di cibo da portare al villaggio per sfamare le loro famiglie. Scherzando e giocando, tornano a mani vuote; ma la cosa curiosa è che uno di loro indossa una maglietta del Brasile di Ronaldo. Tornati al villaggio, gli indigeni si mettono a discutere su chi possa far vincere i mondiali al Brasile, ed intanto cercano di pensare dove potrebbero andare a vedere la finale dei mondiali di calcio in TV.
Arrivati all'accampamento i nomadi mongoli, si riuniscono intorno al fuoco all'interno della tenda, con la famiglia e l'anziana nonna; chiacchierano allegramente, e quando uno dei giovani cacciatori chiede alla nonna come aveva passato la giornata, la vecchia le rispose che aveva passato un altro giorno a contemplare l'esistenza sconcertata. Intanto nel deserto i tuareg sono partiti con la loro carovana di cammelli; sono diretti all'albero per vedere la finale, mentre seguono subito gli avvenimenti tramite una vecchia radio. Ma mentre stanno viaggiando, incontrano sulla loro strada un furgone malandato e rivestito di tappeti dall'esterno con sopra dei tifosi (che indossano maglie di calcio) con le loro famiglie che stanno andando a vedere la finale ad Agadez una città dall'altro capo del deserto.
Il furgone si ferma ed il guidatore scende; parla con i tuareg e decidono improvvisamente di cambiare direzione per andare a vedere la partita all'albero quando il capo carovana mostra a loro la Tv. I tuareg decidono così di andare all'albero con il camion, sperando di arrivare in tempo, per vedere la finale insieme ai passeggeri del furgone. Ma lo “Zio”, ossia il padrone della carovana, il grande capo, decide che non è possibile lasciare i cammelli soli in mezzo al deserto e quindi qualcuno deve restare a controllarli. Allora, visto che nessuno dei carovanieri vuole perdersi la grande partita, decidono di effettuare una gara a bocce per decretare chi dovrà custodire i cammelli. Alla fine, perde la gara un goffo tuareg che verrà lasciato da solo a sentire la partita alla radio, a cui poi si scaricheranno le pile. In questo momento nella foresta amazzonica, gli indigeni hanno trovato la Tv (una molto vecchiotta simile a quella tuareg, ma in bianco e nero) a cui però è stato tolto il filo per la corrente, per costruire delle collane per le mogli o per intrecciarsi i capelli. Intanto in Mongolia, i nomadi mongoli ripiegano le loro enormi tende pronti a spostarsi in un altro luogo. Trasferitesi, i nomadi collegano la loro Tv ai pali della corrente elettrica che si trovano vicino al loro accampamento. Ma appena provano ad accendere la Tv arriva subito una pattuglia delle forze dell'ordine che decide di “regalare” una salata multa ai nomadi perché utilizzavano la corrente statale senza contatore e senza pagare.
In quel momento, in Brasile gli indigeni avevano trovato un filo per collegare la Tv. Allora un indigeno, si arrampica su di un grosso albero per prendere il segnale tv con la parabola di ferro sulla schiena, mentre un altro fa girare una turbina a manovella che genera corrente per accendere la tv. Intanto in Niger, i tuareg sono finalmente arrivati all'albero (un vecchio palo metallico assomigliante ad un albero che faceva da antenna) e hanno collegato la Tv al pilone. Ma appena provano ad accenderla, la Tv ha un problema, non si accende e tutti rimangono molto delusi. Il guidatore del furgone sfoggia la sua bravura (a parole) nell'aggiustare le cose e si mette a smontare il televisore. Mentre succede ciò, un tuareg ed uno della carovana, si mettono a chiacchierare e si viene a sapere che il palo che chiamano albero in realtà è un sostituto di un vecchio albero che lì vi si trovava, prima che fosse tirato giù da un furgone; e pensare che era l'unico ostacolo che si potesse trovare da quelle parti! La conversazione continua su uno dei due che era stato convocato con un'elegante lettera, che portava sempre con sé, dall'Olympique Marsiglia per un provino, solo che lui non era mai andato visto che non aveva disponibilità economiche sufficienti. Intanto in Mongolia, le forze dell'ordine incominciano quasi per caso una partita a calcio in mezzo alla steppa ed alla neve, vestiti di pellicce; le due squadre sono Brasile contro Germania, proprio come nella finale.
Il televisore è stato smontato, e il “tecnico” esige l'ombrello dello Zio per effettuare riparazioni, ma solo suo nipote può convincerlo, visto che lui non parlava con nessuno perché discendeva da un'importante famiglia araba. Avuto l'ombrello, la Tv è stata riparata e finalmente si può iniziare ad assistere alla partita. Ma lo Zio vuole che tutti tifino per la Germania (visto che il televisore gli venne regalato da un medico tedesco) sennò avrebbe spento il televisore. Mentre gli uomini osservano il match, le donne sedute all'ombra del furgone osservano come gli uomini si trasformino davanti al calcio; infatti il prima ammutolito Zio si mette a conversare con un semplice tifoso, su chi possa segnare un gol per la Germania. Intanto in Mongolia, la partita tra amici è finita a favore dei nomadi, ed adesso sono tutti seduti dentro la tenda davanti alla Tv a vedere la partita di calcio (a parte un soldato che fa la guardia fuori dalla tenda). Si incomincia a chiacchierare; prima viene cancellata la multa, poi vengono a parlare di un loro nipote che faceva finta di essere ebete per vedere tutto il giorno la tv; poi l'anziana nonna dice che quei 22 uomini che corrono in mutande sono veramente scemi.
Intanto nella foresta, l'indigeno che gira la manovella che dà corrente alla tv, senza farlo apposta sferra un colpo al televisore facendolo cadere e rompendolo. Gli indigeni decidono di correre dal parroco americano che però, quando arrivano, li respinge malamente, visto che sta guardando il baseball. Allora corrono alla segheria dove incontrano dei tifosi che stanno guardando la partita e si mettono a tifare con loro. In Mongolia, però, la Russia è costretta a staccare la corrente, e così non è più possibile finire di vedere la partita. Il match finisce 2-0 per il Brasile con 2 goal di Ronaldo; in Brasile alla fine gli indigeni ed i bianchi della segheria si abbracciano e tornano insieme al villaggio indigeno, mentre in Nigeria tutti si mettono a festeggiare ed a fare cori ed inni insieme anche ad altri nomadi che si erano aggiunti alla visione della finale.